# Ізраїльські залізниці
Ізраїльські залізниці (івр. רַכֶּבֶת יִשְׂרָאֵל, Rakevet Yisra'el)  — державна залізнична компанія, що відповідає за всі міжміські, приміські та вантажні залізничні перевезення в Ізраїлі. 
Мережа ізраїльських залізниць має 1138 км колій. 
Усі його лінії мають стандартну ширину, але деякі спочатку були побудовані з іншою шириною, а потім перешиті. Електрифікація почалася у 2018 році з нової лінії до Єрусалиму, і існують амбітні плани електрифікувати всю мережу на 25 кВ 50 Гц, що подається через повітряну лінію. 
Мережа зосереджена в густонаселеній прибережній рівнині Ізраїлю, від якої лінії радіально розходяться в багатьох напрямках. 
У 2018 році Ізраїльська залізниця перевезла 68 мільйонів пасажирів.
На відміну від автомобільного трафіку і міських трамваїв, ізраїльські важкі залізничні потяги рухаються по лівих коліях, що відповідає сусідньому Єгипту та іншим країнам Близького Сходу, чиї колишні сполучені залізничні мережі були побудовані британськими інженерами. 
Ті лінії, які раніше перетинали кордони Ізраїлю, були зруйновані під час війни за незалежність Ізраїлю, і станом на 2024 рік не існує міжнародних залізничних ліній або сполучень до/з Ізраїлю.
До 1980 року головний офіс компанії знаходився на залізничній станції Хайфа — Мерказ-Ха-Шмона. 
Цві Цафрірі, генеральний директор Ізраїльської залізниці, вирішив перенести головний офіс на залізничну станцію Тель-Авів — Савідор-Мерказ. 
У 2017 році головний офіс компанії був перенесений в новий кампус, побудований на території залізничної станції Лод.

## Лінії

### Пасажирські лінії
1. Нагарія — Хайфа — Тель-Авів — Аеропорт Бен-Гуріон — Беер-Шева Мерказ (міжрайонний / приміський)
2. Тель-Авів — Беер-Шева Мерказ (міжрайонний / приміський)
3. Хайфа — Кір'ят Моцкін (міський)
4. Біньяміна / Нетанія — Тель-Авів — Реховот / Ашкелон (міський)
5. Кфар-Сава — Тель-Авів — Га-Рішонім (міський)
6. Беер-Шева Цафон — Дімона (міський)
7. Бейт-Шемеш — Кфар-Сава (міський)
8. Бейт-Шемеш — Єрусалим Малха (міський)

| Напрям                         | Кількість потягів на день |
| ------------------------------ | ------------------------- |
| Ашкелон — Тель-Авів            | 71                        |
| Біньяміна — Тель-Авів          | 114                       |
| Петах-Тіква — Тель-Авів        | 54                        |
| Хайфа — Хоф-га-Кармель, Крайот | 79 (6 до Крайот)          |
| Бейт-Шемеш — Єрусалим Малха    | 30                        |
| Беер-Шева Цафон — Дімона       | 10                        |

## Історія
Початок залізницям на території Ізраїлю поклали британська і турецька влади в періоди управління територією. Були прокладені гілки з Яффа до Хайфи та Єрусалиму.
- 1892 — відкрита лінія в Єрусалим.
- 1915 — відкриття турецької військової залізниці з Афули в Беер-Шеву і Синайську пустелю.
- 1950 — відкриття регулярного пасажирського сполучення між Хайфою, Тель-Авівом та Єрусалимом після Арабо-ізраїльської війни 1948—1949 років (час в дорозі займає 4 години).
- 1954 — відкриття станції Тель-Авів Мерказ.
- 1965 — відкриття лінії Беер-Шева — Дімона для вантажних поїздів.
- 1991 — відкриття лінії до Реховота. Замовлено нові дизельні локомотиви.
- 1992 — склади IC3 — Diesel вийшли на лінії.
- 1996 — відкриття станції Тель-Авів Га-Шалом.
- 1997 — надійшли 37 пасажирських вагонів з Іспанії.
- 1998 — закрита на реконструкцію гілка на Єрусалим. Надійшли 21 нових тепловозів з Іспанії.
- вересень 2003 — відкриття після реконструкції діьниці до Бейт-Шемешу.
- жовтень 2004 — відкриття дільниці Тель-Авів — Аеропорт Бен-Гуріон
- Квітень 2005 — відкриття дільниці Бейт-Шемеш — Єрусалим Малха і Ашдод-ад-Халом — Ашкелон
- 17 грудня 2005 — відкриття дільниці Беер-Шева Цафон — Дімона
- 2 вересня 2006 — відкриття дільниці до Кфар-Сави
- 9 липня 2007 — залізнична станція «Хайфа Мерказ» («Хайфа-Центральна») перейменована на «Хайфа Мерказ-Шмона» («Хайфа-Центр-Вісім»), в пам'ять про вісім працівників депо, які загинули під час ліванського обстрілу Хайфи у 2006 році.
- вересень 2007 — відкриття дільниці Тель-Авів — Паатей Модіїн
- 1 квітня 2008 — відкриття дільниці Паатей Модіїн — Модіїн Мерказ

## Перспективи розвитку
В останні роки «Ракевет Ісраель» інтенсивно розвивається. Відповідно генеральному плану «Залізниця 2000» до 2011 року, планувалося побудувати лінії, що з'єднують діючі станції різних напрямків Беер-Шева і Ашкелон, продовжити лінію від Дімони до Ейлата. У 2007, були виділені 300 млн шекелів ($ 71,5 млн) на будівництво лінії в Ейлат. Наразі недобудованою є ділянка 200 км. При вартості приблизно $ 1 млн за кілометр колії. У планах компанії так само будівництво електрифікованої ділянки до нової залізничної станції в Єрусалимі (через Модіїн), значна частина якої буде прокладена в довгих (20 км) тунелях. А також електрифікувати 420 км вже існуючої колії.

## Абетковий перелік станцій

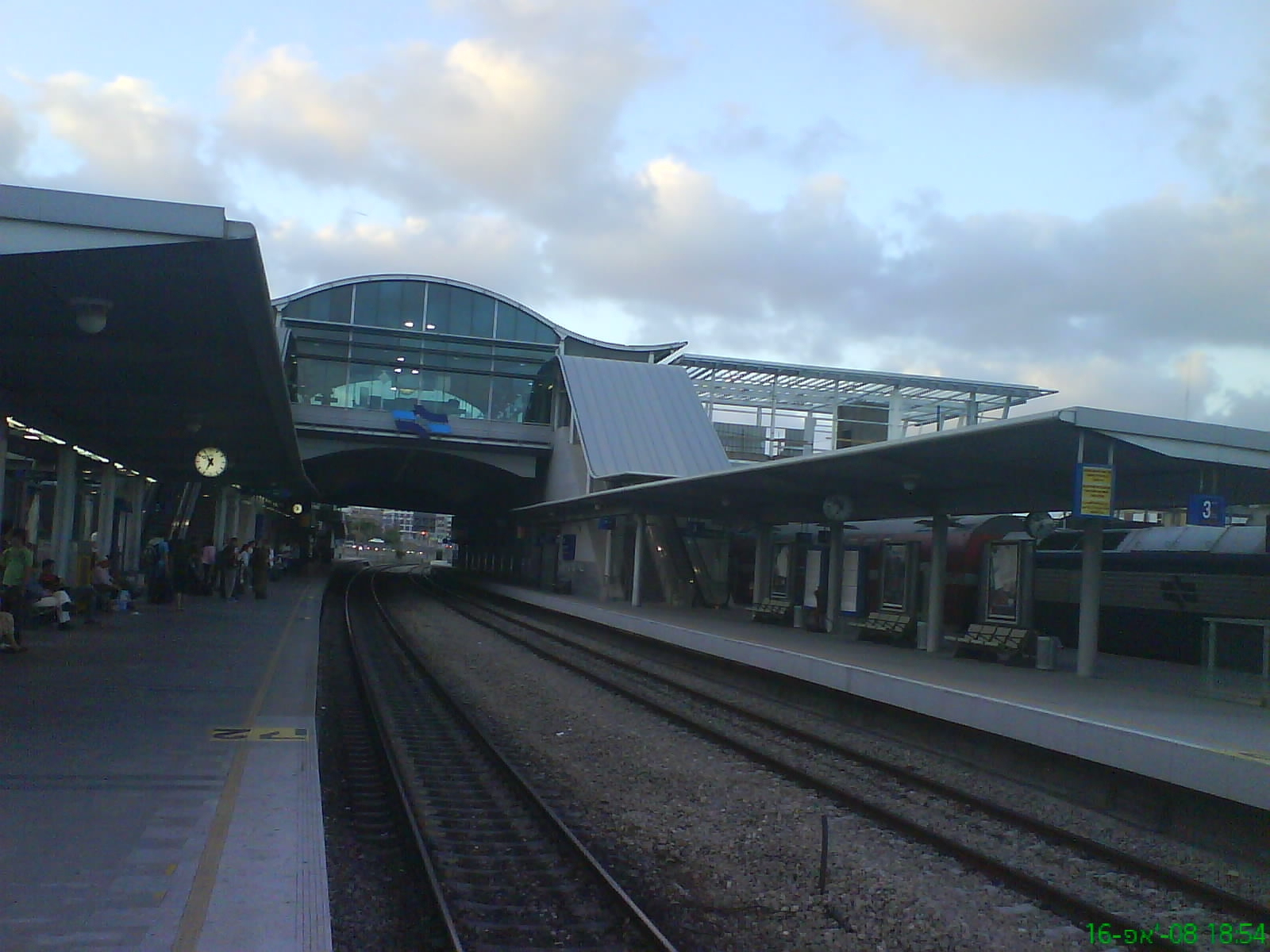
Станція Тель-Авів — Га-Гаґана

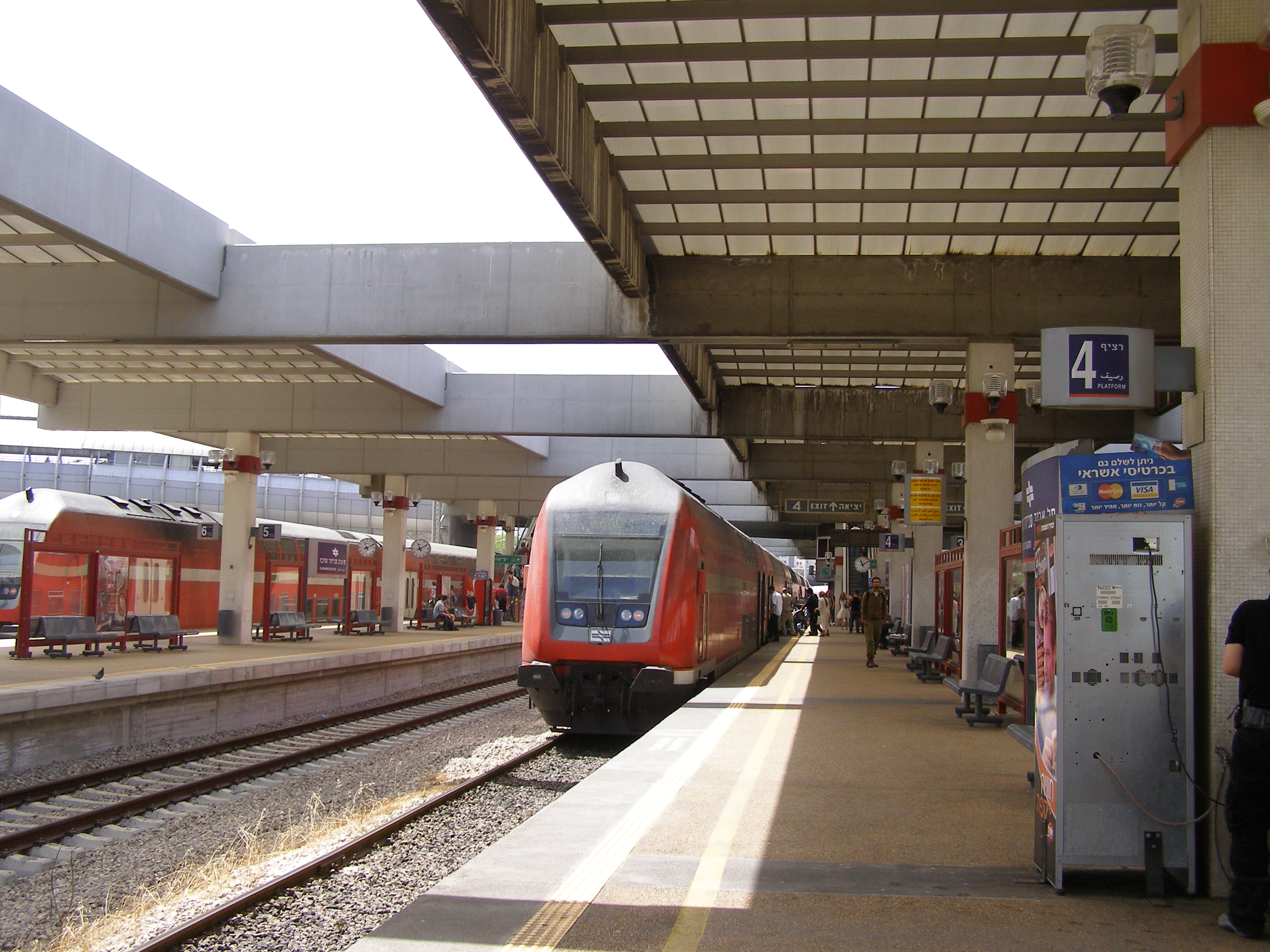
Станція Тель-Авів — Мерказ («Савідор»)

- Акко
- Атліт
- Ашдод — до Халом
- Ашкелон
- Аеропорт Бен-Гуріон
- Беер-Шева — Мерказ («Центральна»)
- Беер-Шева — Цафон («Північна»)
- Беер-Яаков
- Бейт-Єгошуа
- Бейт-Шемеш
- Біньяміна
- Бней-Брак
- Герцлія
- Дімона
- Єрусалим — Малха
- Єрусалим — Іцхак Навон
- Танахічний (Біблейський) зоопарк
- Кейсарія — Пардес

## Рухомий склад

#### Локомотиви
| Клас                      | Фото | Тип             | Макс. швидкість | Макс. швидкість | Кіл-сть               | Примітки | Побудова      | В дії з |
| Клас                      | Фото | Тип             | Міль/год        | км/год          | Кіл-сть               | Примітки | Побудова      | В дії з |
| ------------------------- | ---- | --------------- | --------------- | --------------- | --------------------- | --- | ------------- | ------- |
| EMD G12                   |      | Електротепловоз |                 |                 | 10                    | Bo-Bo Ізраїль імпортував 23 EMD в 1954–62 рр. і захопив ще чотири у Єгипетської національної залізниці під час Шестиденної війни 1967 року. Деякі з них були вилучені, а один (№ 107) зараз знаходиться в Ізраїльському залізничному музеї в Хайфі. № 106 було вилучено після диверсії. № 119 і 123 вилучено після аварій. № 130 ніколи не використовувався через Шестиденну війну. | 1954–62       | 1961    |
| EMD G26                   |      | Електротепловоз |                 |                 | 14                    | [ 7 ] | 1971–82       | 1971    |
| EMD GT26CW-2              |      | Електротепловоз |                 |                 | 13                    | №701 — оригінальна одиниця EMD, поставлена в 1989 році. У середині 2010-х Ізраїльська залізниця придбала тринадцять одиниць у NRE, які були повністю перебудовані TŽV Gredelj з 11 потягів HŽ series 2063. Вони були доставлені Ізраїльським залізницям з серпня 2015 року по грудень 2017 року і мали номери 710–722.                                                              | 1989, 2015–17 | 2015    |
| Israel Railways JT 42CW   |      | Електротепловоз | 68              | 110             | 7                     | Серії 702–709. | 1996          | 1997    |
| Israel Railways JT 42BW   |      | Електротепловоз | 87              | 140             | 48                    | Серії 731–778. | 1996–2006     | 1997    |
| Stadler Euro 3200         |      | Електротепловоз | 100             | 160             | 24                    | Серія 1301–1324. З модифікаціями здатні розвивати 200 км/год. | 2011–13       | 2015    |
| Stadler Euro 4000         |      | Електротепловоз | 80              | 130             | 14                    | Серія 1401–1414. | 2011          | 2014    |
| Bombardier TRAXX P160 AC3 |      | Електровоз      | 100             | 160             | 63 (опція 32 одиниць) | Замовлено у 2015 році. Робота на змінному струмі 25 кВ 50 Гц. Електрична потужність 6 МВт. Постачання почалося у 2017 році. | 2017          | 2018    |

#### Електропоїзди
| Клас              | Фото | Тип | Макс. швидкість | Макс. швидкість | Кіл-сть                   | Примітки | Побудова | В дії з |
| Клас              | Фото | Тип | Міль/год        | км/год          | Кіл-сть                   | Примітки | Побудова | В дії з |
| ----------------- | ---- | --- | --------------- | --------------- | ------------------------- | --- | -------- | ------- |
| Siemens Desiro HC |      | EMU | 100             | 160             | ~60 потягів (330 вагонів) | Siemens виграв тендер у вересні 2017 року. Тендер передбачав два види двоповерхові потягів: 15 потягів (з 4 вагонів) і 45 потягів (6 вагонів). Перша поставка, що з трьох потягів, відбулася в листопаді 2020 року. | 2019     |         |

#### Вагони
Ізраїльська залізниця володіє загалом 717 пасажирськими вагонами.
| Клас                         | Фото                           | Тип                            | Макс. швидкість | Макс. швидкість | Кіл-сть | Примітки | Побудова | В дії з |
| Клас                         | Фото                           | Тип                            | Міль/год        | км/год          | Кіл-сть | Примітки | Побудова | В дії з |
| ---------------------------- | ------------------------------ | ------------------------------ | --------------- | --------------- | --- | --- | -------- | ------- |
| Bombardier Double-deck Coach |                                | Причіпні, двоповерхові (DDPP)  | 100             | 160             | 24 | Вагон приводно-генераторний (ПК-103) серії 401–424. Два вагони не в експлуатації | 2001–04  |         |
| Bombardier Double-deck Coach | 68                             | Причіпні, двоповерхові (DDPP)  | 100             | 160             | Вагони (ТС-101) серії 425–490. Чотири вагони вийшли з ладу | 2001–04 |          |         |
| Bombardier Double-deck Coach | 7                              | Причіпні, двоповерхові (DDPP)  | 100             | 160             | Вагон приводно-генераторний (ПК-103) серії 501–507. | 2005–06 |          |         |
| Bombardier Double-deck Coach | 18                             | Причіпні, двоповерхові (DDPP)  | 100             | 160             | Вагони (ТС-101) серії 521–538. | 2005–06 |          |         |
| Bombardier Double-deck Coach | 82                             | Причіпні, двоповерхові (DDPP)  | 100             | 160             | Вагони (ТС-101) серії 2201–2394. | 2005–06 |          |         |
| Siemens Viaggio Light        |                                | одноповерховий причіпний вагон | 100             | 160             | 87 | Три типи: стандартний міжміський вагон (901-953), стандартний міжміський вагон з туалетами для маломобільних (825-849) і DVT з дизель-генератором (801-814). Перший вагон в експлуатації з 8 березня 2009 р. | 2008     |         |
| Siemens Viaggio Light        | одноповерховий причіпний вагон | 31                             | 100             | 160             | 2011 | Три типи: стандартний міжміський вагон (901-953), стандартний міжміський вагон з туалетами для маломобільних (825-849) і DVT з дизель-генератором (801-814). Перший вагон в експлуатації з 8 березня 2009 р. |          |         |
| Bombardier Double-deck Coach |                                | Причіпні, двоповерхові         | 100             | 160             | 78 | У 2010 році у компанії Bombardier було замовлено інші вагони. | 2011     |         |
| Bombardier Double-deck Coach | 72                             | Причіпні, двоповерхові         | 100             | 160             | Замовлено у 2012 році та доставлено наприкінці березня 2014 року. Загальний вигляд схожий на попередні потяги DDPP, але здатний розвивати вищу швидкість і розширені заходи безпеки (хоча попередні потяги Bombardier DDPP пізніше були оновлені до цих стандартів). Перший рухомий склад, здатний працювати на електрифікованих лініях ізраїльської залізниці 25 кВ 50 Гц. | 2014 |          |         |
| Bombardier Double-deck Coach | 93                             | Причіпні, двоповерхові         | 100             | 160             | Twindexx. Загальний вигляд схожий на попередні потяги DDPP. 60 вагонів замовлено у 2016 році та ще 33 у середині 2017 року. | 2018 |          |         |
| Bombardier Double-deck Coach | 48                             | Причіпні, двоповерхові         | 100             | 160             | Twindexx. Загальний вигляд схожий на попередні потяги DDPP. Тільки електрична робота (не встановлений дизель-генератор в локомотив). Замовлено наприкінці 2017 року. | 2019 |          |         |
| Bombardier Double-deck Coach | 74                             | Причіпні, двоповерхові         | 100             | 160             | Twindexx. Загальний вигляд схожий на попередні потяги DDPP. Замовлено у травні 2019 року. | 2020 |          |         |